# Handball aux Jeux olympiques d'été de 2016
Navigation
Londres 2012 Tokyo 2020

Vinicius, mascotte des Jeux 2016

Les compétitions masculine et féminine de handball aux Jeux olympiques d'été de 2016 organisées à Rio de Janeiro (Brésil), ont lieu du 6 au 21 août 2016.
Dans le tournoi masculin, le Danemark remporte son premier titre olympique en détrônant la France, double tenante du titre, 28-26 en finale le 21 août 2016. L'Allemagne s'adjuge la médaille de bronze. 
Dans le tournoi féminin, la Russie remporte son troisième titre olympique (le premier sous l'entité Russie) en prenant le meilleur sur la France en finale, 22-19 le 20 août. La Norvège, qui avait remporté la médaille d'or en 2008 et 2012 et était la championne du monde en titre, a été éliminée par la Russie en demi-finale avant de remporter la médaille de bronze.

## Lieu
Tous les matchs de la compétition se jouent dans une unique salle, la Future Arena. Il s'agit d'une structure temporaire qui sera démontée après les jeux paralympiques.

Future Arena, structure éphémère
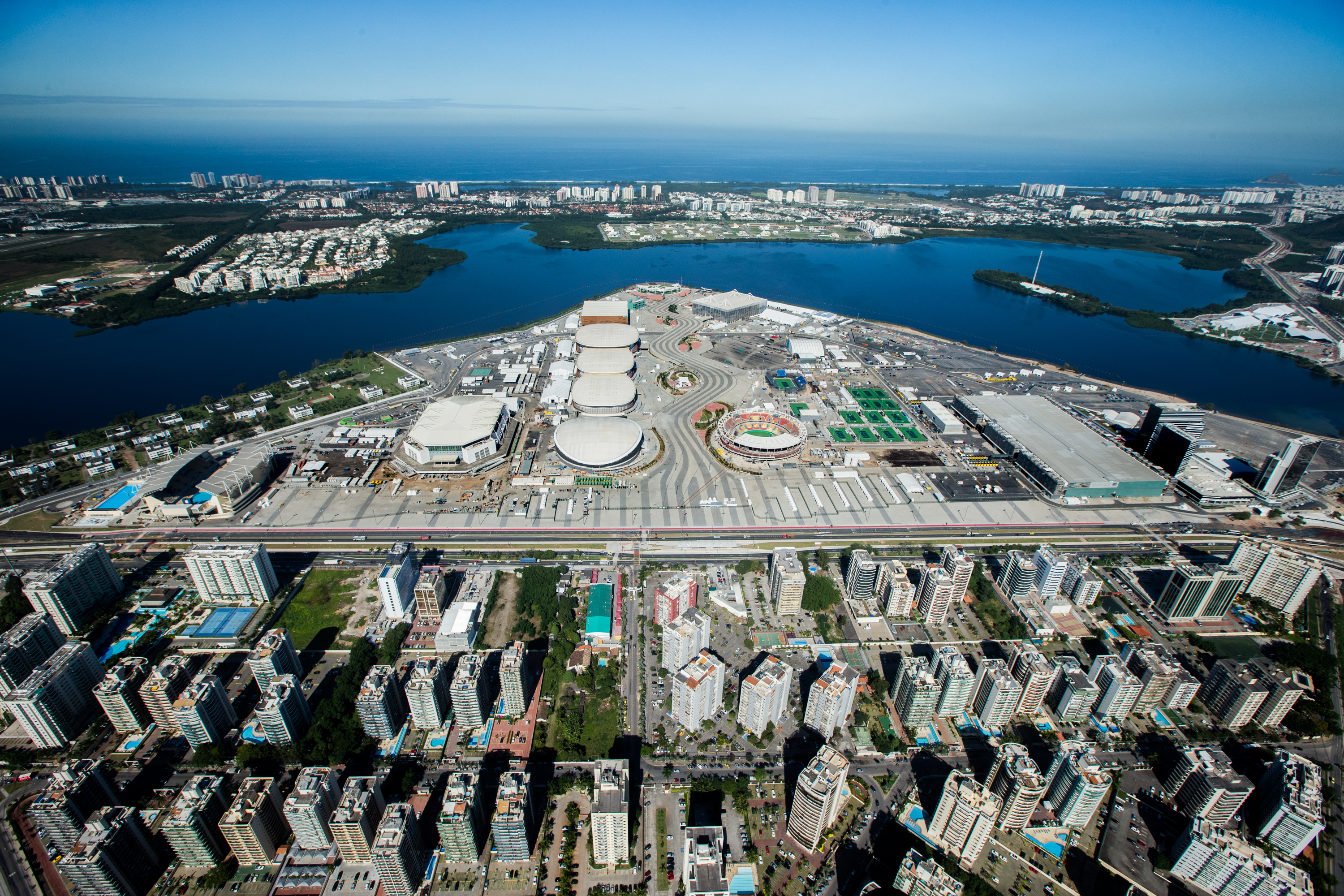
Vue aérienne de la cité olympique, la Future Arena est la structure rectangulaire en haut de l'image
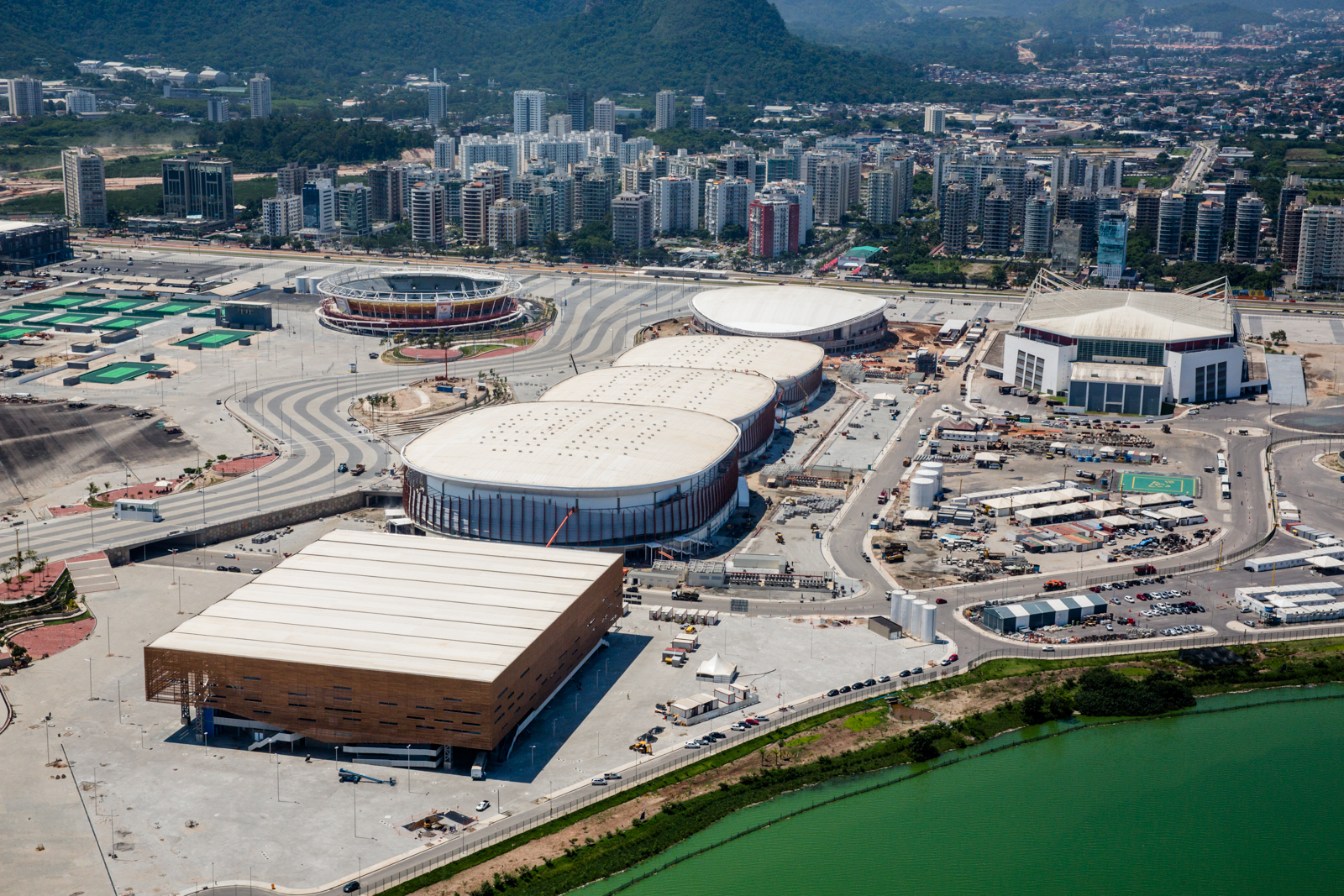
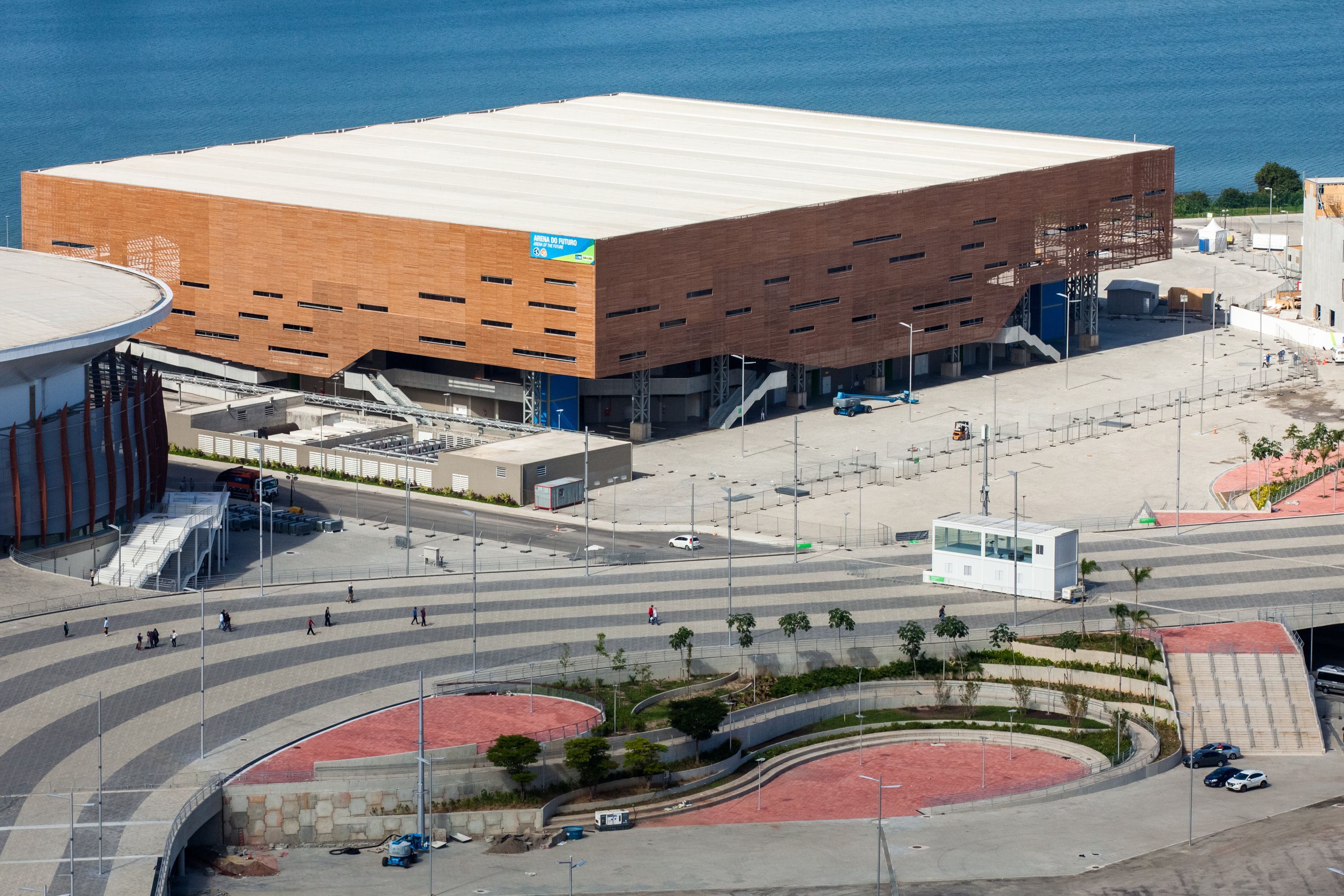
Gros plan
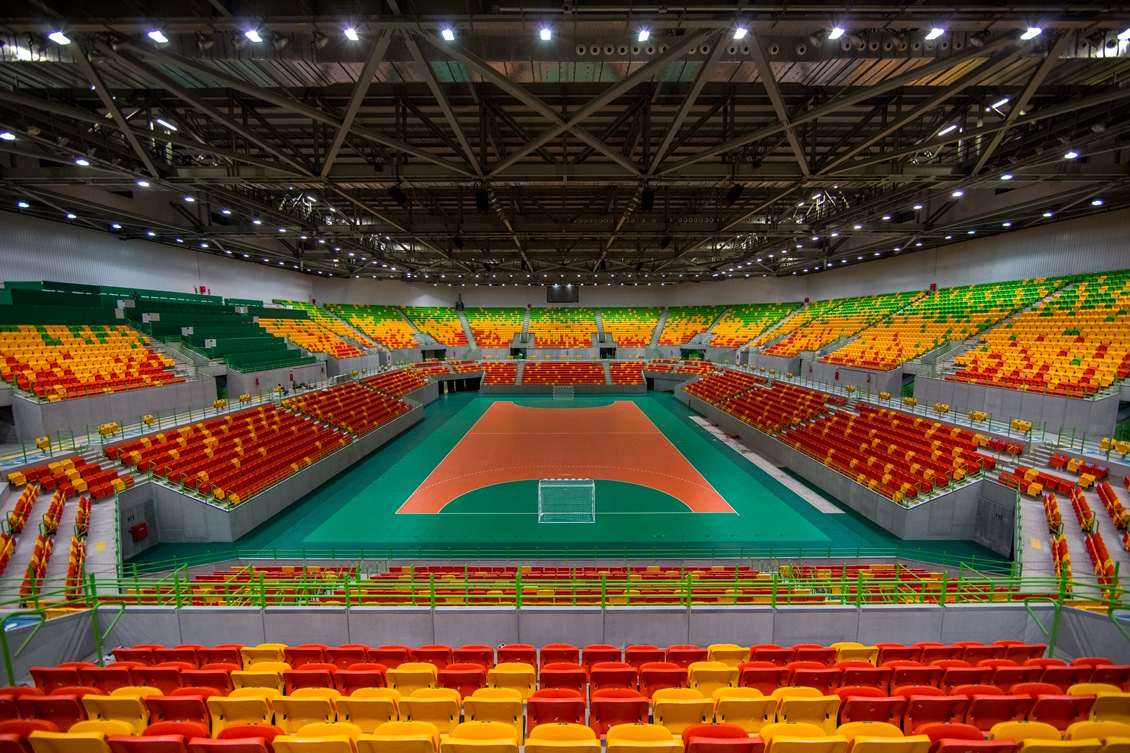
La salle

## Format de la compétition
Les douze nations qualifiées sont réparties en deux groupes composés chacun de six équipes. Après la phase de poule, les quatre premières équipes de chaque groupe se qualifient pour un tour à élimination directe jusqu'à la finale.

## Qualifications

### Tournoi masculin
| Compétition                                       | Date                           | Lieu                | Places    | Qualifiés        |
| ------------------------------------------------- | ------------------------------ | ------------------- | --------- | ---------------- |
| Pays organisateur                                 | 2 octobre 2009                 | -                   | 1         | Brésil           |
| Championnat du monde 2015                         | 15 janvier au 1er février 2015 | Qatar               | 1         | France           |
| Jeux panaméricains 2015                           | 16 au 25 juillet 2015          | Canada              | 1         | Argentine        |
| Tournoi asiatique de qualification olympique 2015 | 9 au 20 novembre 2015          | Qatar               | 1         | Qatar            |
| Championnat d'Europe 2016                         | 17 au 31 janvier 2016          | Pologne             | 1         | Allemagne        |
| Championnat d'Afrique des nations 2016            | 28 janv.-6 fév. 2016           | Égypte              | 1         | Égypte           |
| Tournoi mondial 1 de qualification olympique 2016 | 6 au 10 avril 2016             | Gdańsk ( Pologne)   | 2         | Tunisie Pologne  |
| Tournoi mondial 2 de qualification olympique 2016 | 6 au 10 avril 2016             | Malmö ( Suède)      | 2         | Slovénie Suède   |
| Tournoi mondial 3 de qualification olympique 2016 | 6 au 10 avril 2016             | Herning ( Danemark) | 2         | Danemark Croatie |
| TOTAL                                             | TOTAL                          | TOTAL               | 12 places | 12 places        |

### Tournoi féminin
| Compétition                                       | Date                  | Lieu            | Places    | Qualifiés           |
| ------------------------------------------------- | --------------------- | --------------- | --------- | ------------------- |
| Pays organisateur                                 | 2 octobre 2009        | -               | 1         | Brésil              |
| Championnat d'Europe 2014                         | 7 au 21 décembre 2014 | Hongrie Croatie | 1         | Espagne             |
| Tournoi africain de qualification olympique       | 19 au 21 mars 2015    | Angola          | 1         | Angola              |
| Jeux panaméricains 2015                           | 15 au 24 juillet 2015 | Canada          | 1         | Argentine           |
| Tournoi asiatique de qualification olympique      | 19 au 28 octobre 2015 | Japon           | 1         | Corée du Sud        |
| Championnat du monde 2015                         | 5 au 20 décembre 2015 | Danemark        | 1         | Norvège             |
| Tournoi mondial 1 de qualification olympique 2016 | 17 au 20 mars 2016    | Metz            | 2         | Pays-Bas France     |
| Tournoi mondial 2 de qualification olympique 2016 | 17 au 20 mars 2016    | Aalborg         | 2         | Roumanie Monténégro |
| Tournoi mondial 3 de qualification olympique 2016 | 17 au 20 mars 2016    | Astrakhan       | 2         | Russie Suède        |
| TOTAL                                             | TOTAL                 | TOTAL           | 12 places | 12 places           |

## Calendrier des épreuves
Toutes les dates sont par rapport à l'heure Brésilienne. (UTC–3)
|  | Jour de compétition |  | Jour de finale | 4 | Nombre de finales |

| Handball |        | Hommes |  | X |  | X |  | X |  | X |  | X |  | X |  | X |  | 1 |
| Handball | Femmes | X      |  | X |  | X |  | X |  | X |  | X |  | X |  | 1 |  |   |

### Arbitres
C'est le 5 juillet 2016 que l'IHF a dévoilé les quinze paires d'arbitres retenues pour arbitrer les matchs de la compétition. Une seizième paire, les arbitres Portugais, a été ajoutée après la diffusion de la liste des 15.
| Allemagne                                                                                   | Lars Geipel (de)           | A / France - Tunisie A / Danemark - Croatie B / Suède - Pologne                        | A / Espagne - Norvège                                                                                                   | QF / Croatie - Pologne                                                |                                              |
| Allemagne                                                                                   | Marcus Helbig (de)         | A / France - Tunisie A / Danemark - Croatie B / Suède - Pologne                        | A / Espagne - Norvège                                                                                                   | QF / Croatie - Pologne                                                |                                              |
| Brésil                                                                                      | Jesus Nilson Aires Menezes | A / Tunisie - Danemark                                                                 | A / Espagne - Angola B / Russie / Suède                                                                                 |                                                                       | QF / Angola - Russie                         |
| Brésil                                                                                      | Rogéro Pinto               | A / Tunisie - Danemark                                                                 | A / Espagne - Angola B / Russie / Suède                                                                                 |                                                                       | QF / Angola - Russie                         |
| Corée du Sud                                                                                | Bon-ok Koo                 | A / Argentine - Tunisie                                                                | A / Roumanie - Angola A / Brésil - Espagne                                                                              |                                                                       | DF / Pays-Bas - France                       |
| Corée du Sud                                                                                | Seok Lee                   | A / Argentine - Tunisie                                                                | A / Roumanie - Angola A / Brésil - Espagne                                                                              |                                                                       | DF / Pays-Bas - France                       |
| Côte d'Ivoire                                                                               | Yalatima Nanga Coulibaly   | A / Croatie - Tunisie                                                                  | A / Monténégro - Norvège B / Suède - Argentine                                                                          |                                                                       |                                              |
| Côte d'Ivoire                                                                               | Mamoudou Diabate           | A / Croatie - Tunisie                                                                  | A / Monténégro - Norvège B / Suède - Argentine                                                                          |                                                                       |                                              |
| Danemark                                                                                    | Martin Gjeding (da)        | A / Tunisie - Qatar B / Suède - Allemagne B / Brésil - Slovénie B / Allemagne - Égypte | B / Corée du Sud - France                                                                                               | DF / France - Allemagne                                               |                                              |
| Danemark                                                                                    | Mads Hansen (da)           | A / Tunisie - Qatar B / Suède - Allemagne B / Brésil - Slovénie B / Allemagne - Égypte | B / Corée du Sud - France                                                                                               | DF / France - Allemagne                                               |                                              |
| Égypte                                                                                      | Mohamed Rashed             | A / Argentine - Croatie A / Danemark - Qatar                                           | A / Roumanie - Monténégro                                                                                               |                                                                       |                                              |
| Égypte                                                                                      | Tamer El-Sayed             | A / Argentine - Croatie A / Danemark - Qatar                                           | A / Roumanie - Monténégro                                                                                               |                                                                       |                                              |
| Espagne                                                                                     | Óscar Raluy López          | A / Croatie - Qatar A / Qatar - Argentine B / Allemagne - Pologne B / Slovénie - Suède | B / Pays-Bas - Corée du Sud                                                                                             | QF / Danemark - Slovénie F / Danemark - France                        |                                              |
| Espagne                                                                                     | Ángel Luis Sabroso Ramírez | A / Croatie - Qatar A / Qatar - Argentine B / Allemagne - Pologne B / Slovénie - Suède | B / Pays-Bas - Corée du Sud                                                                                             | QF / Danemark - Slovénie F / Danemark - France                        |                                              |
| France                                                                                      | Charlotte Bonaventura      |                                                                                        | A / Monténégro - Espagne A / Brésil - Roumanie A / Norvège - Angola A / Roumanie - Espagne B / Argentine - Corée du Sud |                                                                       | QF / Norvège - Suède P3 / Pays-Bas - Norvège |
| France                                                                                      | Julie Bonaventura          |                                                                                        | A / Monténégro - Espagne A / Brésil - Roumanie A / Norvège - Angola A / Roumanie - Espagne B / Argentine - Corée du Sud |                                                                       | QF / Norvège - Suède P3 / Pays-Bas - Norvège |
| Iran                                                                                        | Majid Kolahdouzan          | B / Égypte - Suède                                                                     | A/ Monténégro - Brésil B / Argentine - Pays-Bas B / Russie - Argentine                                                  |                                                                       |                                              |
| Iran                                                                                        | Alireza Moussavian         | B / Égypte - Suède                                                                     | A/ Monténégro - Brésil B / Argentine - Pays-Bas B / Russie - Argentine                                                  |                                                                       |                                              |
| Islande                                                                                     | Jónas Elíasson             | A / Croatie - France B / Slovénie - Égypte                                             | |                                                                       |                                              |
| Islande                                                                                     | Anton Gylfi Pálsson        | A / Croatie - France B / Slovénie - Égypte                                             | |                                                                       |                                              |
| Macédoine du Nord                                                                           | Gjorgji Načevski           | A / France - Argentine B / Pologne - Brésil B / Slovénie - Allemagne                   | |                                                                       |                                              |
| Macédoine du Nord                                                                           | Slave Nikolov              | A / France - Argentine B / Pologne - Brésil B / Slovénie - Allemagne                   | |                                                                       |                                              |
| Norvège                                                                                     | Kjersti Arntsen            |                                                                                        | A / Angola - Brésil B / Pays-Bas - France B / Corée du Sud B / Suède-France                                             |                                                                       | QF / Brésil - Pays-Bas F / France - Russie   |
| Norvège                                                                                     | Guro Røen                  |                                                                                        | A / Angola - Brésil B / Pays-Bas - France B / Corée du Sud B / Suède-France                                             |                                                                       | QF / Brésil - Pays-Bas F / France - Russie   |
| Portugal                                                                                    | Duarte Santos              | A / Pologne - Égypte A / Suède - Brésil                                                | B / Russie - Corée du Sud                                                                                               |                                                                       |                                              |
| Portugal                                                                                    | Ricardo Fonseca            | A / Pologne - Égypte A / Suède - Brésil                                                | B / Russie - Corée du Sud                                                                                               |                                                                       |                                              |
| Tchéquie                                                                                    | Václav Horáček             | A / Qatar - France B / Brésil - Allemagne B / Pologne - Slovénie                       | A / Norvège - Brésil | QF / France - Brésil DF / Pologne - Danemark P3 / Pologne - Allemagne |                                              |
| Tchéquie                                                                                    | Jiří Novotný               | A / Qatar - France B / Brésil - Allemagne B / Pologne - Slovénie                       | A / Norvège - Brésil | QF / France - Brésil DF / Pologne - Danemark P3 / Pologne - Allemagne |                                              |
| Russie                                                                                      | Viktoria Alpaidze          |                                                                                        | A / Angola - Monténégro A / Norvège - Roumanie B / France - Argentine B / Suède - Pays-Bas                              |                                                                       | QF / Espagne - France                        |
| Russie                                                                                      | Tatiana Berekzina          |                                                                                        | A / Angola - Monténégro A / Norvège - Roumanie B / France - Argentine B / Suède - Pays-Bas                              |                                                                       | QF / Espagne - France                        |
| Slovénie                                                                                    | Bojan Lah                  | A / Danemark - Argentine A / France - Danemark B / Égypte - Brésil                     | B / France - Russie B / Pays-Bas - Russie                                                                               | QF / Allemagne - Qatar                                                | DF / Norvège - Russie                        |
| Slovénie                                                                                    | David Sok                  | A / Danemark - Argentine A / France - Danemark B / Égypte - Brésil                     | B / France - Russie B / Pays-Bas - Russie                                                                               | QF / Allemagne - Qatar                                                | DF / Norvège - Russie                        |
| ► Légende : QF = Quart de finale, DF = Demi-finale, P3 = Match pour la 3e place, F = Finale |                            |                                                                                        | |                                                                       |                                              |

## Tirage au sort
Le tirage au sort des poules a eu lieu le 29 avril 2016 à la Future Arena à Barra da Tijuca. Le tirage du tournoi féminin a été effectué par Per Bertelsen, président de la commission d'organisation à l'IHF, et par l'ancienne internationale brésilienne Maria José Batista de Sales (pt). Bruno Souza, ancien international brésilien, et Miguel Rocas Mas, 1er vice-président de l'IHF, se sont occupés du tournoi masculine.

## Tournoi masculin

### Tour préliminaire
Poule A
Malgré une défaite lors de son premier match face au Qatar, vice-champion du monde en titre, la Croatie remporte le groupe A grâce à des victoires probantes face à deux favoris de la compétition, le Danemark et la France. Cette dernière s'est imposé 33-30 face aux Danois lors du dernier de poule pour s'adjuger la deuxième place. Le Qatar n'a en revanche pas confirmé sa victoire initiale et a dû attendre de battre l'Argentine lors du dernier match pour obtenir la 4e et dernière place qualificative.
|   | Équipe    | Pts | J | G | N | P | Bp  | Bc  | Diff | Dép |
| - | --------- | --- | - | - | - | - | --- | --- | ---- | --- |
| 1 | Croatie   | 8   | 5 | 4 | 0 | 1 | 147 | 134 | 13   | +1  |
| 2 | France    | 8   | 5 | 4 | 0 | 1 | 152 | 126 | 26   | -1  |
| 3 | Danemark  | 6   | 5 | 3 | 0 | 2 | 136 | 127 | 9    | -   |
| 4 | Qatar     | 5   | 5 | 2 | 1 | 2 | 122 | 127 | -5   | -   |
| 5 | Argentine | 2   | 5 | 1 | 0 | 4 | 110 | 126 | -16  | -   |
| 6 | Tunisie   | 1   | 5 | 0 | 1 | 4 | 118 | 145 | -27  | -   |

| 7 août, 9h30   | Croatie   | 23 – 30 | Qatar     |
| 7 août, 14h40  | Danemark  | 25 – 19 | Argentine |
| 7 août, 19h50  | France    | 25 – 23 | Tunisie   |
| 9 août, 9h30   | Qatar     | 20 – 35 | France    |
| 9 août, 14h40  | Tunisie   | 23 – 31 | Danemark  |
| 9 août, 21h50  | Argentine | 26 – 27 | Croatie   |
| 11 août, 9h30  | Tunisie   | 25 – 25 | Qatar     |
| 11 août, 14h40 | Danemark  | 24 – 27 | Croatie   |
| 11 août, 21h50 | France    | 31 – 24 | Argentine |
| 13 août, 11h30 | Croatie   | 29 – 28 | France    |
| 13 août, 14h40 | Danemark  | 26 – 25 | Qatar     |
| 13 août, 21h50 | Argentine | 23 – 21 | Tunisie   |
| 15 août, 14h40 | France    | 33 – 30 | Danemark  |
| 15 août, 19h50 | Croatie   | 41 – 26 | Tunisie   |
| 15 août, 21h50 | Qatar     | 22 – 18 | Argentine |

Poule B
Dans la seconde poule, l'Allemagne, qui vient de faire un retour fracassant en remportant l'Euro 2016 après 9 ans de disette depuis le controversé titre mondial remporté en 2007, confirme en terminant première de sa poule, à égalité de points avec la Slovénie. En terminant troisième de « son » tournoi, le Brésil se qualifie pour la première fois de son histoire en quart de finale olympique en compagnie de la Pologne. En revanche, la Suède n'est pas parvenue a reproduire l'exploit réalisé en 2012 et termine dernière du groupe.
|   | Équipe    | Pts | J | G | N | P | Bp  | Bc  | Diff | Dép |
| - | --------- | --- | - | - | - | - | --- | --- | ---- | --- |
| 1 | Allemagne | 8   | 5 | 4 | 0 | 1 | 153 | 141 | 12   | +3  |
| 2 | Slovénie  | 8   | 5 | 4 | 0 | 1 | 137 | 126 | 11   | -3  |
| 3 | Brésil    | 5   | 5 | 2 | 1 | 2 | 141 | 150 | -9   | -   |
| 4 | Pologne   | 4   | 5 | 2 | 0 | 3 | 139 | 140 | -1   | -   |
| 5 | Égypte    | 3   | 5 | 1 | 1 | 3 | 129 | 143 | -14  | -   |
| 6 | Suède     | 2   | 5 | 1 | 0 | 4 | 132 | 131 | 1    | -   |

| 7 août, 11h30  | Suède     | 29 – 32 | Allemagne |
| 7 août, 16h40  | Pologne   | 32 – 34 | Brésil    |
| 7 août, 21h50  | Slovénie  | 27 – 26 | Égypte    |
| 9 août, 11h30  | Allemagne | 32 – 29 | Pologne   |
| 9 août, 16h40  | Brésil    | 28 – 31 | Slovénie  |
| 9 août, 19h50  | Égypte    | 26 – 25 | Suède     |
| 11 août, 11h30 | Pologne   | 33 – 25 | Égypte    |
| 11 août, 16h40 | Brésil    | 33 – 30 | Allemagne |
| 11 août, 19h50 | Slovénie  | 29 – 24 | Suède     |
| 13 août, 9h30  | Slovénie  | 25 – 28 | Allemagne |
| 13 août, 16h40 | Égypte    | 27 – 27 | Brésil    |
| 13 août, 19h50 | Suède     | 24 – 25 | Pologne   |
| 15 août, 9h30  | Pologne   | 20 – 25 | Slovénie  |
| 15 août, 11h30 | Allemagne | 31 – 25 | Égypte    |
| 15 août, 16h40 | Suède     | 30 – 19 | Brésil    |

### Phase finale
En quarts de finale, les trois premiers matchs sont conformes à la hiérarchie avec les victoires de la France face au Brésil (34-27 grâce à un décisif 7-1 en milieu de seconde période alors que les deux équipes étaient à égalité 22-22), de l'Allemagne face à un Qatar décevant (34-22) et du Danemark face à la Slovénie (37-30). En revanche, le dernier match voit les Polonais, médaillés de bronze au Mondial 2015, renverser les Croates qui ratent pour la première fois l'accès aux demi-finales. Celles-ci sont conclues par deux matchs très serrés : grâce à un but exceptionnel de Daniel Narcisse à la dernière seconde, la France s'impose face à l'Allemagne 29 à 28 tandis que le Danemark doit passer par une prolongation pour écarter la Pologne (29-28). En finale, les Français font figure de favori : ils ont battu les Danois en phase de poule et lors de leurs deux dernières oppositions en finale (au Championnat du monde 2011 puis au Championnat d'Europe 2014), ils postulent à un troisième titre olympique consécutif et ils ont remportés leurs dix dernières finales internationales. Mais les Danois et un Mikkel Hansen intenable (8 buts) ont balayé les espoirs français : menant de deux buts à la mi-temps, le Danemark porte son avance à 5 buts à dix minutes du terme. Si les Français parviennent à recoller à un but (26-25, 57e minute), c'est bien le Danemark qui s'impose 28 à 26 et remporte son premier titre olympique. La France concède ainsi sa première défaite en finale depuis sa première finale au Championnat du monde 1993 : Luc Abalo, Michaël Guigou, Nikola Karabatic, Daniel Narcisse et Thierry Omeyer ne rejoignent donc pas Andreï Lavrov qui reste le seul triple champion olympique de handball. Enfin, dans un match pour la troisième place globalement maîtrisé, l'Allemagne s'adjuge la médaille de bronze aux dépens de la Pologne.
|  | Quarts de finale             | Quarts de finale             |                              |                              | Demi-finales                 | Demi-finales                 |    |  | Finale                       | Finale                       |
|  | Quarts de finale             | Quarts de finale             |                              |                              | Demi-finales                 | Demi-finales                 |    |  | Finale                       | Finale                       |
|  |                              |                              |                              |                              |                              |                              |    |  |                              |                              |
|  | 17 août, 20h30, Future Arena | 17 août, 20h30, Future Arena |                              |                              | 19 août, 20h30, Future Arena | 19 août, 20h30, Future Arena |    |  | 21 août, 14h00, Future Arena | 21 août, 14h00, Future Arena |
|  | 17 août, 20h30, Future Arena | 17 août, 20h30, Future Arena |                              |                              | 19 août, 20h30, Future Arena | 19 août, 20h30, Future Arena |    |  | 21 août, 14h00, Future Arena | 21 août, 14h00, Future Arena |
|  | [A1] Croatie                 | 27                           |                              |                              | 19 août, 20h30, Future Arena | 19 août, 20h30, Future Arena |    |  | 21 août, 14h00, Future Arena | 21 août, 14h00, Future Arena |
|  | [A1] Croatie                 | 27                           |                              |                              | 19 août, 20h30, Future Arena | 19 août, 20h30, Future Arena |    |  | 21 août, 14h00, Future Arena | 21 août, 14h00, Future Arena |
|  | [B4] Pologne                 | 30                           |                              |                              | 19 août, 20h30, Future Arena | 19 août, 20h30, Future Arena |    |  | 21 août, 14h00, Future Arena | 21 août, 14h00, Future Arena |
|  | [B4] Pologne                 | 30                           | Pologne                      | 28                           |                              |                              |    |  | 21 août, 14h00, Future Arena | 21 août, 14h00, Future Arena |
|  | 17 août, 17h00, Future Arena |                              | Pologne                      | 28                           |                              |                              |    |  | 21 août, 14h00, Future Arena | 21 août, 14h00, Future Arena |
|  |                              | Danemark                     | 29ap                         |                              |                              |                              |    |  | 21 août, 14h00, Future Arena | 21 août, 14h00, Future Arena |
|  | [A3] Danemark                | Danemark                     | 29ap                         | 37                           |                              |                              |    |  | 21 août, 14h00, Future Arena | 21 août, 14h00, Future Arena |
|  | [A3] Danemark                |                              |                              | 37                           |                              |                              |    |  | 21 août, 14h00, Future Arena | 21 août, 14h00, Future Arena |
|  | [B2] Slovénie                | 30                           |                              |                              |                              |                              |    |  | 21 août, 14h00, Future Arena | 21 août, 14h00, Future Arena |
|  | [B2] Slovénie                | 30                           | Danemark                     | 28                           |                              |                              |    |  |                              |                              |
|  | 17 août, 10h00, Future Arena |                              | Danemark                     | 28                           |                              |                              |    |  |                              |                              |
|  |                              | France                       | 26                           |                              |                              |                              |    |  |                              |                              |
|  | [B3] Brésil                  | France                       | 26                           | 27                           |                              |                              |    |  |                              |                              |
|  | [B3] Brésil                  | 19 août, 15h30, Future Arena |                              | 27                           |                              |                              |    |  |                              |                              |
|  | [A2] France                  | 34                           |                              |                              |                              |                              |    |  |                              |                              |
|  | [A2] France                  | 34                           | France                       | 29                           |                              |                              |    |  |                              |                              |
|  | 17 août, 13h30, Future Arena | 17 août, 13h30, Future Arena | France                       | 29                           | Match pour la 3e place       | Match pour la 3e place       |    |  |                              |                              |
|  | 17 août, 13h30, Future Arena | 17 août, 13h30, Future Arena |                              | Allemagne                    | Match pour la 3e place       | Match pour la 3e place       | 28 |  |                              |                              |
|  | [B1] Allemagne               | 34                           | 21 août, 10h30, Future Arena | 21 août, 10h30, Future Arena |                              |                              | 28 |  |                              |                              |
|  | [B1] Allemagne               | 34                           | 21 août, 10h30, Future Arena | 21 août, 10h30, Future Arena |                              |                              |    |  |                              |                              |
|  | [A4] Qatar                   | 22                           |                              | Pologne                      | 25                           |                              |    |  |                              |                              |
|  | [A4] Qatar                   | 22                           |                              | Pologne                      | 25                           |                              |    |  |                              |                              |
|  |                              |                              |                              |                              |                              |                              |    |  | Allemagne                    | 31                           |
|  |                              |                              |                              |                              |                              |                              |    |  | Allemagne                    | 31                           |

- Heure locale

## Tournoi féminin

### Tour préliminaire
Poule A
Dans le tournoi féminin, le match inaugural voit la victoire à domicile du Brésil face à la Norvège, double championne olympique et championne du monde en titre. Ces deux équipes terminent premières ex-equao du Groupe A devant l'Espagne et l'Angola. En revanche, malgré la présence d'une Cristina Neagu qui sera élue pour la troisième fois meilleure handballeuse mondiale de l'année 2016, la Roumanie est éliminée en compagnie du Monténégro qui ne sera pas parvenue a reproduire l'exploit réalisé en 2012.
|   | Équipe     | Pts | J | G | N | P | Bp  | Bc  | Diff | Dép |
| - | ---------- | --- | - | - | - | - | --- | --- | ---- | --- |
| 1 | Brésil     | 8   | 5 | 4 | 0 | 1 | 138 | 117 | 21   | +3  |
| 2 | Norvège    | 8   | 5 | 4 | 0 | 1 | 141 | 121 | 20   | -3  |
| 3 | Espagne    | 6   | 5 | 3 | 0 | 2 | 125 | 116 | 9    | -   |
| 4 | Angola     | 4   | 5 | 2 | 0 | 3 | 116 | 128 | -12  | +4  |
| 5 | Roumanie   | 4   | 5 | 2 | 0 | 3 | 108 | 119 | -11  | -4  |
| 6 | Monténégro | 0   | 5 | 0 | 0 | 5 | 107 | 134 | -27  | -   |

| 6 août, 9h30   | Norvège    | 28 − 31 | Brésil     |
| 6 août, 16h40  | Monténégro | 19 − 25 | Espagne    |
| 6 août, 19h50  | Roumanie   | 19 − 23 | Angola     |
| 8 août, 14h40  | Espagne    | 24 − 27 | Norvège    |
| 8 août, 16h40  | Brésil     | 26 − 13 | Roumanie   |
| 8 août, 21h50  | Angola     | 27 − 25 | Monténégro |
| 10 août, 9h30  | Brésil     | 24 − 29 | Espagne    |
| 10 août, 11h30 | Roumanie   | 25 − 21 | Monténégro |
| 10 août, 16h40 | Norvège    | 30 − 20 | Angola     |
| 12 août, 9h30  | Angola     | 24 − 28 | Brésil     |
| 12 août, 14h40 | Roumanie   | 24 − 21 | Espagne    |
| 12 août, 16h40 | Monténégro | 19 − 28 | Norvège    |
| 14 août, 9h30  | Monténégro | 23 − 29 | Brésil     |
| 14 août, 16h40 | Norvège    | 28 − 27 | Roumanie   |
| 14 août, 19h50 | Espagne    | 26 − 22 | Angola     |

Poule B
Dans le Groupe B, la Russie termine invaincue après une courte victoire (26-25) face à la France qui se classe deuxième devant la Suède et les Pays-Bas. Mais la Corée du Sud, qui n'a jamais fait moins bien qu'une 4e place depuis 1984, est éliminée dès la phase de poule.
|   | Équipe       | Pts | J | G | N | P | Bp  | Bc  | Diff |
| - | ------------ | --- | - | - | - | - | --- | --- | ---- |
| 1 | Russie       | 10  | 5 | 5 | 0 | 0 | 165 | 147 | 18   |
| 2 | France       | 8   | 5 | 4 | 0 | 1 | 118 | 93  | 25   |
| 3 | Suède        | 5   | 5 | 2 | 1 | 2 | 150 | 141 | 9    |
| 4 | Pays-Bas     | 4   | 5 | 1 | 2 | 2 | 135 | 135 | 0    |
| 5 | Corée du Sud | 3   | 5 | 1 | 1 | 3 | 130 | 136 | -6   |
| 6 | Argentine    | 0   | 5 | 0 | 0 | 5 | 101 | 147 | -46  |

| 6 août, 11h30  | Pays-Bas     | 14 − 18 | France       |
| 6 août, 14h40  | Russie       | 27 − 23 | Corée du Sud |
| 6 août, 21h50  | Suède        | 31 − 21 | Argentine    |
| 8 août, 9h30   | Corée du Sud | 28 − 31 | Suède        |
| 8 août, 11h30  | France       | 25 − 26 | Russie       |
| 8 août, 19h50  | Argentine    | 18 − 26 | Pays-Bas     |
| 10 août, 14h40 | Russie       | 36 − 34 | Suède        |
| 10 août, 19h50 | Pays-Bas     | 32 - 32 | Corée du Sud |
| 10 août, 21h50 | France       | 27 − 11 | Argentine    |
| 12 août, 11h30 | Suède        | 29 - 29 | Pays-Bas     |
| 12 août, 19h50 | Russie       | 35 − 29 | Argentine    |
| 12 août, 21h50 | Corée du Sud | 17 − 21 | France       |
| 14 août, 11h30 | Suède        | 25 − 27 | France       |
| 14 août, 14h40 | Pays-Bas     | 34 − 38 | Russie       |
| 14 août, 21h50 | Argentine    | 22 − 28 | Corée du Sud |

### Phase finale
En quarts de finale, les Brésiliennes craquent face aux Néerlandaises qui s'imposent nettement 32 à 23. Face à l'Espagne, la France est dominée (12-5 à la mi-temps, 21-16 à la 51e minute, 23-20 à la 58e minute) mais parvient à arracher la prolongation qu'elle remporte 5 à 4. Les deux autres quarts de finale sont sans surprises avec la large victoire de la Norvège sur la Suède (33-20) et la maîtrise de la Russie face à l'Angola (31-27). Comme chez les hommes, les deux demi-finales sont beaucoup plus serrées : la France s'impose d'un but 24 à 23 face aux Pays-Bas tandis qu'une prolongation est nécessaire pour voir la Russie écarter la Norvège (38-37ap). Celle-ci se rattrape néanmoins en dominant nettement les Pays-Bas 36 à 26 pour remporter la médaille de bronze et permettre ainsi à Marit Malm Frafjord, Kari Aalvik Grimsbø, Katrine Lunde et Linn-Kristin Riegelhuth Koren de rejoindre les Soviétiques Larissa Karlova et Zinaïda Tourtchina au palmarès des joueuses les plus titrées. En finale, la Russie remporte son troisième titre olympique (en comptant ceux remportés sous l'égide de l'URSS en 1976 et 1980) en prenant le meilleur sur la France 22 à 19.
|  | Quarts de finale                              | Quarts de finale                              |                                               |                                               | Demi-finales                                  | Demi-finales                                  |      |  | Finale                                        | Finale                                        |
|  | Quarts de finale                              | Quarts de finale                              |                                               |                                               | Demi-finales                                  | Demi-finales                                  |      |  | Finale                                        | Finale                                        |
|  |                                               |                                               |                                               |                                               |                                               |                                               |      |  |                                               |                                               |
|  | 16 août, 10h00, Future Arena (Rio de Janeiro) | 16 août, 10h00, Future Arena (Rio de Janeiro) |                                               |                                               | 18 août, 15h30, Future Arena (Rio de Janeiro) | 18 août, 15h30, Future Arena (Rio de Janeiro) |      |  | 20 août, 15h30, Future Arena (Rio de Janeiro) | 20 août, 15h30, Future Arena (Rio de Janeiro) |
|  | 16 août, 10h00, Future Arena (Rio de Janeiro) | 16 août, 10h00, Future Arena (Rio de Janeiro) |                                               |                                               | 18 août, 15h30, Future Arena (Rio de Janeiro) | 18 août, 15h30, Future Arena (Rio de Janeiro) |      |  | 20 août, 15h30, Future Arena (Rio de Janeiro) | 20 août, 15h30, Future Arena (Rio de Janeiro) |
|  | [A1] Brésil                                   | 23                                            |                                               |                                               | 18 août, 15h30, Future Arena (Rio de Janeiro) | 18 août, 15h30, Future Arena (Rio de Janeiro) |      |  | 20 août, 15h30, Future Arena (Rio de Janeiro) | 20 août, 15h30, Future Arena (Rio de Janeiro) |
|  | [A1] Brésil                                   | 23                                            |                                               |                                               | 18 août, 15h30, Future Arena (Rio de Janeiro) | 18 août, 15h30, Future Arena (Rio de Janeiro) |      |  | 20 août, 15h30, Future Arena (Rio de Janeiro) | 20 août, 15h30, Future Arena (Rio de Janeiro) |
|  | [B4] Pays-Bas                                 | 32                                            |                                               |                                               | 18 août, 15h30, Future Arena (Rio de Janeiro) | 18 août, 15h30, Future Arena (Rio de Janeiro) |      |  | 20 août, 15h30, Future Arena (Rio de Janeiro) | 20 août, 15h30, Future Arena (Rio de Janeiro) |
|  | [B4] Pays-Bas                                 | 32                                            | Pays-Bas                                      | 23                                            |                                               |                                               |      |  | 20 août, 15h30, Future Arena (Rio de Janeiro) | 20 août, 15h30, Future Arena (Rio de Janeiro) |
|  | 16 août, 13h30, Future Arena (Rio de Janeiro) |                                               | Pays-Bas                                      | 23                                            |                                               |                                               |      |  | 20 août, 15h30, Future Arena (Rio de Janeiro) | 20 août, 15h30, Future Arena (Rio de Janeiro) |
|  |                                               | France                                        | 24                                            |                                               |                                               |                                               |      |  | 20 août, 15h30, Future Arena (Rio de Janeiro) | 20 août, 15h30, Future Arena (Rio de Janeiro) |
|  | [A3] Espagne                                  | France                                        | 24                                            | 26                                            |                                               |                                               |      |  | 20 août, 15h30, Future Arena (Rio de Janeiro) | 20 août, 15h30, Future Arena (Rio de Janeiro) |
|  | [A3] Espagne                                  |                                               |                                               | 26                                            |                                               |                                               |      |  | 20 août, 15h30, Future Arena (Rio de Janeiro) | 20 août, 15h30, Future Arena (Rio de Janeiro) |
|  | [B2] France                                   | 27ap                                          |                                               |                                               |                                               |                                               |      |  | 20 août, 15h30, Future Arena (Rio de Janeiro) | 20 août, 15h30, Future Arena (Rio de Janeiro) |
|  | [B2] France                                   | 27ap                                          | France                                        | 19                                            |                                               |                                               |      |  |                                               |                                               |
|  | 16 août, 17h00, Future Arena (Rio de Janeiro) |                                               | France                                        | 19                                            |                                               |                                               |      |  |                                               |                                               |
|  |                                               | Russie                                        | 22                                            |                                               |                                               |                                               |      |  |                                               |                                               |
|  | [A2] Norvège                                  | Russie                                        | 22                                            | 33                                            |                                               |                                               |      |  |                                               |                                               |
|  | [A2] Norvège                                  | 18 août, 20h30, Future Arena (Rio de Janeiro) |                                               | 33                                            |                                               |                                               |      |  |                                               |                                               |
|  | [B3] Suède                                    | 20                                            |                                               |                                               |                                               |                                               |      |  |                                               |                                               |
|  | [B3] Suède                                    | 20                                            | Norvège                                       | 37                                            |                                               |                                               |      |  |                                               |                                               |
|  | 16 août, 20h30, Future Arena (Rio de Janeiro) | 16 août, 20h30, Future Arena (Rio de Janeiro) | Norvège                                       | 37                                            | Match pour la 3e place                        | Match pour la 3e place                        |      |  |                                               |                                               |
|  | 16 août, 20h30, Future Arena (Rio de Janeiro) | 16 août, 20h30, Future Arena (Rio de Janeiro) |                                               | Russie                                        | Match pour la 3e place                        | Match pour la 3e place                        | 38ap |  |                                               |                                               |
|  | [A4] Angola                                   | 27                                            | 20 août, 11h30, Future Arena (Rio de Janeiro) | 20 août, 11h30, Future Arena (Rio de Janeiro) |                                               |                                               | 38ap |  |                                               |                                               |
|  | [A4] Angola                                   | 27                                            | 20 août, 11h30, Future Arena (Rio de Janeiro) | 20 août, 11h30, Future Arena (Rio de Janeiro) |                                               |                                               |      |  |                                               |                                               |
|  | [B1] Russie                                   | 31                                            |                                               | Pays-Bas                                      | 26                                            |                                               |      |  |                                               |                                               |
|  | [B1] Russie                                   | 31                                            |                                               | Pays-Bas                                      | 26                                            |                                               |      |  |                                               |                                               |
|  |                                               |                                               |                                               |                                               |                                               |                                               |      |  | Norvège                                       | 36                                            |
|  |                                               |                                               |                                               |                                               |                                               |                                               |      |  | Norvège                                       | 36                                            |

## Résultats

### Podiums
| Épreuves         | Or | Argent | Bronze |
| ---------------- | --- | --- | --- |
| Tournoi masculin | Danemark Mads Christiansen Michael Damgaard Jannick Green Mikkel Hansen Niklas Landin Jacobsen Mads Mensah Larsen Henrik Møllgaard Casper Ulrich Mortensen Jesper Nøddesbo Morten Olsen Kasper Søndergaard Lasse Svan Hansen Henrik Toft Hansen René Toft Hansen | France Luc Abalo Adrien Dipanda Ludovic Fabregas Vincent Gérard Mathieu Grébille Michaël Guigou Luka Karabatic Nikola Karabatic Kentin Mahé Daniel Narcisse Timothey N'Guessan Olivier Nyokas Thierry Omeyer Valentin Porte Cédric Sorhaindo                                 | Allemagne Christian Dissinger Paul Drux Steffen Fäth Uwe Gensheimer Patrick Groetzki Kai Häfner Silvio Heinevetter Julius Kühn Finn Lemke Hendrik Pekeler Tobias Reichmann Martin Strobel Fabian Wiede Patrick Wiencek Andreas Wolff              |
| Tournoi féminin  | Russie Olga Akopian Irina Bliznova Vladlena Bobrovnikova Daria Dmitrieva Tatiana Erokhina Ekaterina Ilina Victoria Jilinskaïté Victoria Kalinina Polina Kouznetsova Ekaterina Marennikova Maïa Petrova Anna Sedoïkina Anna Sen Marina Soudakova Anna Viakhireva  | France Camille Ayglon-Saurina Chloé Bulleux Blandine Dancette Siraba Dembélé Béatrice Edwige Laura Glauser Tamara Horacek Manon Houette Alexandra Lacrabère Laurisa Landre Amandine Leynaud Gnonsiane Niombla Estelle Nze Minko Allison Pineau Marie Prouvensier Grâce Zaadi | Norvège Ida Alstad Emilie Hegh Arntzen Marit Malm Frafjord Kari Aalvik Grimsbø Camilla Herrem Veronica Kristiansen Amanda Kurtović Heidi Løke Katrine Lunde Mari Molid Nora Mørk Stine Bredal Oftedal Linn-Kristin Riegelhuth Koren Sanna Solberg |

### Tableau des médailles
| Rang  | Nation    | Or | Argent | Bronze | Total |
| ----- | --------- | -- | ------ | ------ | ----- |
| 1     | Danemark  | 1  | 0      | 0      | 1     |
| 1     | Russie    | 1  | 0      | 0      | 1     |
| 3     | France    | 0  | 2      | 0      | 2     |
| 4     | Allemagne | 0  | 0      | 1      | 1     |
| 4     | Norvège   | 0  | 0      | 1      | 1     |
| Total | Total     | 2  | 2      | 2      | 6     |

## Faits marquants
Avant la compétition
- Quatre handballeurs sont les porte-drapeaux de leurs délégations lors de la cérémonie d'ouverture : Luísa Kiala pour l'Angola[9], Bojana Popović pour le Monténégro[10], Karol Bielecki pour la Pologne[11] et Ahmed El-Ahmar pour l'Égypte[10]; leurs performances lors de la compétition ont ensuite été très différentes puisque Kiala et Popović n'ont marqué que 4 buts tandis que El Ahmar a inscrit 27 buts et Bielecki a terminé meilleur buteur du tournoi masculin avec 55 réalisations.
- En plus d'être le porte-drapeau du Monténégro, Bojana Popović (36 ans) présente la particularité de ne plus avoir joué de match officiel depuis sa retraite sportive à l'issue de la finale des JO de Londres en 2012[12] ;
- Jonas Eliasson et Anton Gylfi Pálsson sont les arbitres islandais qui faisaient partie des officiels de l'IHF évincés du championnat du monde 2015 à la suite du but refusé à la Corée du sud lors de leur rencontre contre la France, le 7 décembre 2015[13]. Cela avait aussi marqué l'arrêt de l'utilisation de la technologie sur la ligne de but (goal-line technology) ;
- Handballeur le plus jeune : l'arrière gauche monténégrine Đurđina Jauković (19 ans, 5 mois et 13 jours) ;
- Handballeur le plus âgé : la gardienne sud-coréenne Oh Yong-ran (43 ans et 11 mois) ; elle participe ainsi à ses cinquièmes Jeux olympiques depuis 1996.
- À la suite du rapport McLaren concernant le dopage organisé par la Russie lors des derniers Jeux olympiques d'hiver de 2014[14], un doute planait sur la participation de l'équipe de Russie. Le 4 août, l'IHF confirme la présence des joueuses russes après des tests antidopage d'avant compétition négatifs[15];
- Le 4 août les arbitres prévus pour la rencontre amicale opposant la France et la Norvège (à Rio) sont restés bloqués dans les embouteillages. C'est Mats Olsson, l'entraîneur des gardiennes norvégiennes, qui a assuré l'arbitrage.
- La moitié des entraîneurs de sélections masculines présents cette année (hors entraîneurs-adjoints) a participé à des Jeux olympiques en tant que joueur de handball : Marwan Ragab (2000 et 2004)[16], Guðmundur Guðmundsson (1984 et 1988)[17], Dagur Sigurðsson (2004)[18], Talant Dujshebaev (1992, 1996, 2000, 2004)[19], Veselin Vujović (1984, 1988)[20], Staffan Olsson (1988, 1992, 1996 et 2000)[21].

Pendant la compétition
- C'est la première compétition officielle (hors matchs amicaux) qui voit l'application du nouveau règlement de l'IHF[22] en vigueur depuis le 1er juillet 2016[23] ;
- Tous les matchs ont lieu dans un endroit unique, la Future Arena ;
- Le Brésil (qualifié d'office car pays organisateur), la France, la Suède et l'Argentine ont leurs deux équipes (masculine et féminine) en lice ;
- L'équipe de France masculine concourt pour un troisième titre olympique consécutif ;
- Il s'agit des 11e Jeux consécutifs avec des arbitres français. Il n'y a qu'en 1936 (handball à onze), 1972 et 1976 que les français étaient absents[24],[25] ;
- Le premier carton rouge de la compétition de handball revient à la brésilienne Fabiana Diniz, qui a reçu trois exclusions de deux minutes après seulement 18 minutes de jeu, lors du match d'ouverture Norvège / Brésil. Chez les hommes, le premier carton rouge est attribué au sudéois Tobias Karlsson à la 39e minute de jeu après avoir été sanctionné de trois exclusions temporaires lors de la rencontre Suède / Allemagne de la première journée ;
- La technologie sur la ligne de but (goal-line technology) n'est toujours pas installée depuis l'arrêt de son utilisation le 7 décembre 2015, lors du championnat du monde féminin 2015[13] ;
- La Corée du Sud, la Russie et l'Angola sont les seules équipes féminines dont toutes les joueuses évoluent dans leur championnat national respectif. Et dont l'entraîneur est originaire du pays. Chez les hommes seule l'équipe du Qatar a tous ses joueurs dans son championnat national ;
- Frida Tegstedt et Jesper Nielsen, couple à la ville[26], sont tous les deux présents avec leur équipe nationale, la Suède. Ils sont aussi tous les deux pivots ;
- Début février Marija Jovanović (capitaine du Monténégro depuis 2012) se rompait les ligaments croisés du genou gauche[27]. Elle est aujourd'hui aux jeux en joueuse réserve ;
- L'équipe d'Espagne féminine a la plus grande moyenne d'âge avec 30,4 ans, tandis que la France est la plus jeune avec 24,7 ans ;
- Il n'y a aucun sponsor ni publicité sur le terrain, autour du terrain et sur les tenues. Seul le nom de l'équipementier peut être visible sur les vêtements des joueurs ;
- En janvier 2016, lors du dernier championnat d'Europe masculin, Talant Dujshebaev était l'entraîneur de la Hongrie avant d'être démis de ses fonctions dès la fin de la compétition[28]. Aujourd'hui il coache l'équipe de Pologne à la place de Michael Biegler qui avait donné sa démission fin janvier 2016[29] ;
- Dans la nuit du 8 au 9 août, le sol Taraflex (Gerflor étant un sponsor officiel des jeux[30]) a été intégralement remplacé. Des équipes s'étaient plaintes de la mauvaise qualité du revêtement[31] ;
- Une blessure grave est à rapporter durant ces jeux. La gardienne russe Anna Sedoïkina s'est rompu les ligaments croisés du genou gauche lors du 3e jour de compétition, à la 39e minute de la rencontre Russie / Suède du tour préliminaire[32] ;
- Une des conséquences immédiates de l'application des nouvelles règles est que la chasuble n'a été portée que deux fois lors des 76 matchs de la compétition. Les deux occasions par les Pays-Bas dans les dernières secondes de Suède/Pays-Bas (au tour préliminaire par Sanne van Olphen) et de Pays-Bas/France (en demi-finale par Angela Malestein). Une autre concerne le nombre de buts inscrits par les gardiens, en effet les hommes ont inscrit un total de 16 buts lors des 38 matchs (dont quatre par Andreas Wolff) et les femmes, 3 (dont deux par Tess Wester). À titre de comparaison, lors de l'Euro masculin 2016 les gardiens ont marqué 3 buts en 48 matchs tandis qu'ils n'ont inscrit aucun but durant les 88 matchs du Mondial masculin 2015 ;
- Le handball se classe second en termes de vente de billets, juste derrière le football[33].

Après la compétition
- La salle, destinée uniquement au handball et au goalball (jeux paralympiques), a été entièrement démontée après les Jeux[2] ;
- Pour la première fois, le MVP de la compétition est désigné en plus de l’équipe-type. Ainsi, la Russe Anna Viakhireva et le Danois Mikkel Hansen, tous deux champions olympiques, sont élus respectivement meilleure joueuse et meilleur joueur du tournoi olympique ;
- Après une avant-dernière place décevante pour l'équipe de Suède masculine, le coach Staffan Olsson et son adjoint Ola Lindgren ont décidé de ne pas prolonger leur contrat avec l'équipe nationale[34],[35].